# Kyllikki (Sibelius)
Trois pièces lyriques pour piano
Kyllikki (sous-titré Trois pièces lyriques pour piano), Op. 41, est une composition écrite pour piano par Jean Sibelius en 1904. Bien que le titre soit tiré du Kalevala, la pièce de Sibelius n'a pas de programme basé sur l'épopée nationale.

## Mouvements
L'œuvre comporte trois mouvements:
1. Largamente – Allegro
2. Andantino
3. Commodo

Durée : environ 12 minutes.